# Normale (film)
Normale è un film del 2023 diretto da Olivier Babinet.
Il film è tratto dall'opera teatrale "Monster in the hall" di David Greig.

## Trama
La quattordicenne Lucie è una ragazzina che si prende cura dell'amorevole padre affetto da sclerosi multipla.

## Distribuzione
Il film è stato distribuito nelle sale cinematografiche italiane a partire dal 12 ottobre 2023.